# Raiden Tameemon
Raiden Tameemon (jap. 雷電 爲右エ門, eig. Seki Tarōkichi (関 太郎吉); * Januar 1767 in Oishi, Präfektur Nagano; † 11. Februar 1825) gilt bis heute als einer der herausragendsten Sumōringer der Geschichte, obwohl er den Großmeistertitel Yokozuna zu Lebzeiten nicht verliehen bekam.

## Lebenslauf

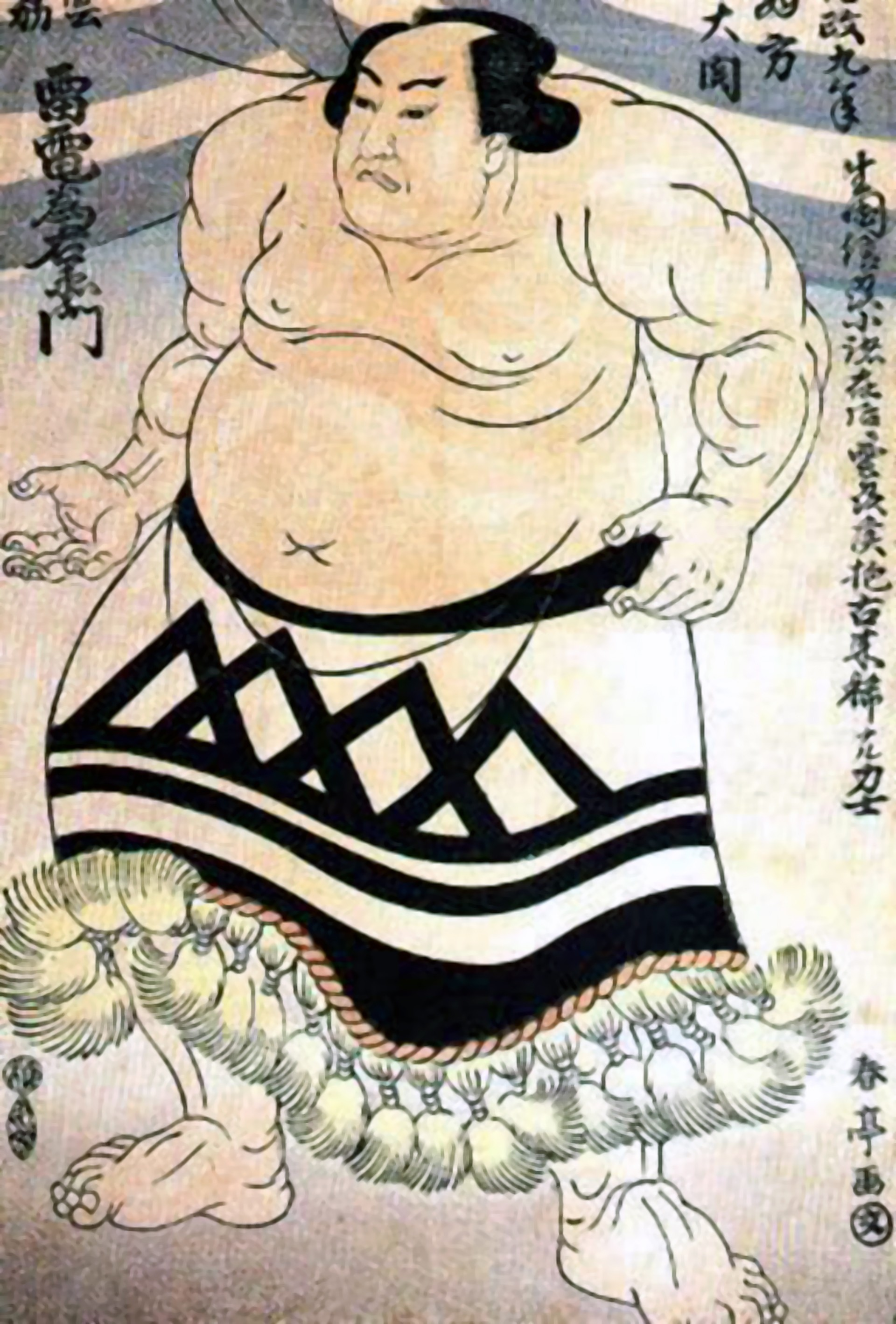
Raiden auf einem Holzschnitt aus dem 19. Jahrhundert

Raiden wurde unter dem Namen Tarōkichi als Sohn armer Bauern in einem Dorf in der damaligen Provinz Shinano geboren. Der Legende nach soll er schon als Kind große Körperkraft bewiesen haben, indem er Holz schlug oder große Behälter mit Wasser heim trug. Sein Vater Hanemon, ein Freund des Sake und des Sumō, erlaubte dem erst 14-Jährigen, beim Bürgermeister des Nachbarortes Nagaze (heute Marukocho) Unterricht zu nehmen. Als 17-Jähriger erregte er die Aufmerksamkeit des Stallmeisters des Urakaze-beya: Der junge Bauer war 1,97 m groß und überragte die meisten seiner Zeitgenossen um beinahe einen halben Meter. Außerdem hatte Raiden gewaltige Arme und riesige Hände: Ein Handabdruck, der im Shofukuji-Tempel nahe Okayama erhalten ist, misst 24 cm von der Handwurzel bis zur Spitze des Mittelfingers. Als Ringer entwickelte Raiden ein Kampfgewicht von 167 kg.
Im Training mit Urakaze Kazuuki, der ihn nach Edo holte, zeigte sich, dass der junge Ringer nicht nur die Qualitäten seiner Ausnahmestatur besaß, sondern auch über großes Talent verfügte, das sich in Beherrschung der Technik, besonders auf dem Gebiet des Oshi-sumō, also des Herausstoßens des Gegners aus dem Ring, und in enormer Schnelligkeit zeigte. Bald wechselte Raiden zum Isenoumi-beya, wo Tanikaze sein Mentor wurde. 1789 erschien der Name Raiden („Donner“, ein vom Sponsor verliehener Kampfname) zum ersten Mal auf einer Rangliste, doch erst im Herbstturnier 1790 gab er sein Debüt. Dieses Basho, das er, wie es damals für Anfänger üblich war, als Sekiwake bestritt, konnte er ohne Niederlage für sich entscheiden. Im März 1795 wurde Raiden nach dem Tode Tanikazes zum (westlichen) Ōzeki befördert und behielt diesen Rang fast 17 Jahre lang. Zwischen November 1793 und April 1800 gewann Raiden alle Turniere, an denen er teilnahm, ohne dass andere starke Kämpfer wie Tanikaze oder Onogawa ihm auch nur einen Titel streitig machen konnten.
Auch in den folgenden Jahren konnte er seine Gegner meist geradezu deklassieren. Seine Überlegenheit ging so weit, dass die Veranstalter der Kämpfe ihm Stoßtechniken untersagten. Erst zum Frühjahrsturnier 1811, also im Alter von 43, trat Raiden nicht mehr an und zog sich vom Sumōringen zurück. Er wurde nach seinem Rücktritt Vorsitzender des Sumōverbands der Provinz Unshu (heute Teil der Präfektur Shimane), dem Stammsitz seiner Sponsoren. 1816 zog er sich schließlich nach Edo zurück. In dieser Zeit beendet er auch die Arbeit an seinem Tagebuch namens Shokoku Sumo Hikae-cho („Bericht vom Sumō in verschiedenen Landstrichen“), das er seit 1789 geführt hatte.
Nach seinem Tod wurde er in Asakusa in Edo begraben, weitere Gräber in seinem Heimatort und in Matsue in der Präfektur Shimane bergen jeweils eine Haarlocke.

## Nachleben und Bedeutung
Bereits 1796, also noch zur aktiven Zeit Raidens, wurden in seinem Heimatdorf Standbilder zu seinen Ehren und zu Ehren seiner Mutter errichtet. Ebenso können dort heute noch das Elternhaus Raidens und ein steinernes Sakefass besichtigt werden, das Raiden selbst 1802 in Andenken an seinen Vater anfertigen ließ. Mittlerweile wurden nicht nur Denkmäler für Raiden errichtet, sein Konterfei schmückte auch bereits Briefmarken und Bieretiketten.
Raiden hatte im Laufe der Jahre 28 der bestrittenen 35 Turniere gewonnen, davon sieben ohne eigene Niederlage oder Unentschieden. Seinen 254 gewonnenen Begegnungen standen nur zehn Niederlagen gegenüber. Das entspricht einer Erfolgsrate von 96,2 %. Raiden konnte elf Turniere hintereinander und 44 Kämpfe in Serie für sich entscheiden.
Obwohl Raiden damit bis heute die erfolgreichste Bilanz eines Rikishi vorweisen kann, wurde er zu Lebzeiten nicht zum Yokozuna ernannt. Dies hat wohl mitunter darin seinen Grund, dass die Familie von Raidens Sponsor, des Daimyō Matsudaira Harusato, bis zur Schlacht von Sekigahara zu den Feinden der nun herrschenden Tokugawa zählte, während die zur Verleihung der Yokozuna-Lizenz berechtigte Familie Yoshida bereits seit langer Zeit mit dem herrschenden Clan verbunden war. Andererseits galt der Yokozuna-Titel ohnehin bis zum Ende des 19. Jahrhunderts nicht als eigenständiger Rang. Trotz allem ist Raidens Name seit 1900 auf einer der Yokozuna-Gedenktafeln im Fukagawa-Hachimangu-Schrein in Tokio verewigt.